# Kalkwasserprobe
Unter der Kalkwasserprobe versteht man eine Nachweisreaktion, mit der Kohlenstoffdioxid (CO2) oder Calciumhydroxid (Ca(OH)2) nachgewiesen werden kann.
Löst man Calciumoxid in Wasser, entsteht Kalkwasser (Ca(OH)2(aq)):  
{\displaystyle \mathrm {CaO_{(s)}+H_{2}O_{(l)}\rightarrow Ca(OH)_{2(aq)}} }
Beim Einleiten von Kohlenstoffdioxid trübt sich die Lösung durch Bildung von Calciumcarbonat. Als Nebenprodukt der Reaktion entsteht Wasser.
{\displaystyle \mathrm {Ca(OH)_{2(aq)}+CO_{2(g)}\rightarrow CaCO_{3(s)}+H_{2}O_{(l)}} }
Die Reaktion lässt sich auch beobachten, wenn Kalkwasser längere Zeit in einem unverschlossenen Gefäß aufbewahrt wird. Die Flüssigkeit entzieht dann der Luft CO2 und trübt sich. Bei längerem Durchleiten von CO2 kann sich das Calciumcarbonat unter Bildung von löslichem Calciumhydrogencarbonat auch wieder auflösen:
{\displaystyle \mathrm {CaCO_{3(s)}+H_{2}O+CO_{2(g)}\rightleftharpoons Ca^{2+}+2HCO_{3}^{-}} }
Beim Erhitzen der Lösung fällt dann in Umkehrung der Reaktion wieder Calciumcarbonat aus.
Schwefeldioxid bildet mit Kalkwasser ebenfalls einen weißen Niederschlag von Calciumsulfit:
{\displaystyle \mathrm {Ca(OH)_{2(aq)}+SO_{2(g)}\rightarrow CaSO_{3(s)}+H_{2}O_{(l)}} }
Dieser Niederschlag wird an der Luft langsam zu Calciumsulfat oxidiert.